# Huauchinango
Huauchinango è una municipalità dello stato di Puebla, nel Messico centrale, il cui capoluogo è la località omonima.
Conta 97.753 abitanti (2010) e ha una estensione di 250,41 km². 	 	
Il significato del nome della località in lingua nahuatl è nel muro degli alberi.